# Marchspitze
Il  Marchspitze   è una montagna alta 2.609 m sopra il livello del mare sita nelle Alpi dell'Algovia, nella Catena montuosa dell'Hornbach, nello stato federale austriaco del Tirolo, in Austria. La vetta si trova nella valle Lechtal e sorge nella catena montuosa dell'Hornbach, che separa la valle dell'Hornbach a nord-ovest dalla valle dell'Haglertal, una valle laterale della valle del Lech a sud-est. Il paese più vicino è Häselgehr nella Lechtal. La montagna vicina a ovest è il Noppenspitze alto 2.594 m. A sud, il Sattelkarspitze forma una dorsale pronunciata che separa il Sattelkar a ovest dal Woleckleskar a est. A nord e a nord-ovest, ripide pareti rocciose precipitano nel Bretterkar.  Il rifugio di montagna più vicino è l'Hermann von Barth, situato 2 km a ovest-sudovest. e poco distante si trova la Jöchleshütte.

## Accesso
Si tratta di una salita impegnativa e pertanto la vetta è scalata solo da un numero modesto di visitatori. La via normale inizia nel mezzo della depressione di Hermannskar, dove gli scalatori lasciano il sentiero che collega il rifugio Kemptner e il rifugio Hermann von Barth e cominciano a trovare le prime difficoltà, in alcuni punti, senza il percorso è senza tracce che si snoda su un ripido pendio detritico fino alla forcella di Spiehlerscharte (2.395 m). Al valico il percorso passa al versante nord della montagna e si avvicina ad essa risalendo un evidente canalone, attraverso il quale si raggiunge lo spigolo occidentale dopo aver superato un altro canalone (II grado UIAA ). Il percorso prosegue lungo e sotto la cresta, esposto in alcuni punti e con diversi passaggi di arrampicata di I grado, fino alla vetta. Il tracciato è occasionalmente segnalato con ometti di pietra. Il tempo di percorrenza dal rifugio Hermann von Barth è di tre ore. Un percorso più difficile (fino al II grado) sale lungo lo spigolo meridionale fino alla cima. Il percorso circolare è popolare; salendo dallo spigolo meridionale e scendendo lungo la via norma